# Votos rotos
Votos rotos (título original: Shattered Vows) es un telefilme estadounidense de drama y romance de 1984, dirigido por Jack Bender, escrito por Audrey Davis Levin y basado en el libro Nun de Mary Gilligan Wong, musicalizado por Lee Holdridge, en la fotografía estuvo Misha Suslov y los protagonistas son Valerie Bertinelli, David Morse y Caroline McWilliams, entre otros. Este largometraje fue realizado por River City Productions y Bertinelli Productions; se estrenó el 28 de octubre de 1984.

## Sinopsis
A los 16 años, María se hace monja. Aunque no puede habituarse a las reglas estrictas, cuando se enamora del padre Tim, quiere anular sus votos.